# Demétrio Paleólogo Cantacuzeno
Demétrio Paleólogo Cantacuzeno (fl.  1420–1453) foi um mesazonte (ministro-chefe) do imperador João VIII Paleólogo (r. 1425–1448) e seu irmão, Constantino XI Paleólogo (r. 1449–1453).

## Vida
Demétrio aparece pela primeira vez na história como um dos cortesões que aconselharam João VIII a apoiar o príncipe otomano Mustafá, o Cavalheiro em sua disputa para tomar o controle do Império Otomano na morte de seu irmão Maomé I, o Cavalheiro em 1421. Quando Murade, o filho de Maomé, emergiu como vitorioso, foi selecionado como um dos emissários (os outros dois sendo Mateus Láscaris e Ângelo Filômato) para se encontrar com Murat. O sultão mostrou seu incômodo pelo auxílio bizantino a seu tio e colocou-os na prisão; nenhum deles foi libertado até a conclusão de um tratado entre João VIII e Murat em fevereiro de 1424.
Demétrio desempenhou outros papeis proeminentes em assuntos diplomáticos como mesazonte (ministro-chefe) para dois imperadores; nesta função foi acompanhado por Lucas Notaras. Foi testemunha dos tratados de João com a República de Veneza em setembro de 1423, maio de 1431, outubro de 1436, setembro de 1442 e julho de 1447. Também desempenhou uma parte heroica na defesa final de Constantinopla; segundo Donald Nicol, comandou uma unidade de 700 soldados estacionada na vizinhança na Igreja dos Santos Apóstolos com seu genro Nicéforo Paleólogo, enquanto Steven Runciman viu-o como comandante duma porção das Muralhas de Teodósio próximo do mar de Mármara.
O destino de Demétrio após a Queda de Constantinopla para o exército do sultão Maomé II, o Conquistador é incerto. Du Cange escreve que ele e seu genro foram mortos defendendo a cidade; Steven Runciman afirma que Demétrio foi capturado vivo. Donald Nicol nota que Demétrio Cantacuzeno é registrado como escapando da cidade, com sua família e outros refugiados, num navio do almirante genovês Zorzi Doria. Doria levou-os para Quios, onde o capitão veneziano Tomás Celsi deu-lhes passagem para Cândia (moderna Heraclião) em Creta. Nicol também menciona o registo da filha de "um Demétrio Cantacuzeno e sua esposa Simonis Gadelina, chamada Maria" casando-se com Teodoro, o filho de Paulo Paleólogo, em Corfu, em novembro de 1486.
Nicol oferece nenhuma informação sobre os nomes dos pais de Demétrio Paleólogo Cantacuzeno, embora alegue que Demétrio foi o primo do imperador João VIII. O nome de sua esposa não sobreviveu, embora teve uma filha que, como mencionado acima, casou-se com Nicéforo Paleólogo, e Demétrio é presumivelmente o pai do protoestrator Cantacuzeno que foi executado junto com Lucas Notaras e Andrônico Paleólogo Cantacuzeno cinco dias após a captura da cidade.